# Geistthal
Geistthal  är huvudorten i kommunen Geistthal-Södingberg i distriktet Voitsberg  i förbundslandet Steiermark i Österrike. Geistthal var tidigare en självständig kommun, men blev den 1 januari 2015 en del av kommunen Geistthal-Södingberg. Kommunen bestod även av orterna Eggartsberg, Kleinalpe och Sonnleiten.